# چرنومورتسی
چرنومورتسی (به بلغاری: Chernomortsi) یک منطقهٔ مسکونی در بلغارستان است که در شهرستان شابلا واقع شده‌است.